# 厄爾特拉 (加利福尼亞州)
厄爾特拉（英語：Ultra）是位於美國加利福尼亞州圖萊里縣的一個非建制地區。該地的面積和人口皆未知。

## 地理
厄爾特拉的座標為35°57′51″N 118°59′54″W / 35.96417°N 118.99833°W，而該地的平均海拔高度為157米（即515英尺）。